# Mitrovica distrikt
Mitrovica distrikt (albanska:Rajoni i Mitrovicës, serbiska: Косовскомитровачки округär) ett av Kosovos 7 distrikt. Den ligger i den norra delen av landet, 40 km nordväst om huvudstaden Pristina. Antalet invånare är 232 833. Arean är 2,1 kvadratkilometer.
Terrängen i mitrovica är platt åt sydväst, men åt nordost är den kuperad.
Mitrovica distrikten delas in i:
- Mitrovica
- Leposaviq
- Skenderaj
- Vushtrri
- Zubin Potok
- Zveçan

Årsmedeltemperaturen i trakten är 12 °C. Den varmaste månaden är juli, då medeltemperaturen är 24 °C, och den kallaste är december, med −3 °C. Genomsnittlig årsnederbörd är 1 134 millimeter. Den regnigaste månaden är maj, med i genomsnitt 143 mm nederbörd, och den torraste är augusti, med 25 mm nederbörd.